# Fromelles Australian Memorial Park
Le Mémorial australien de Fromelles (Fromelles Australian Memorial Park, en anglais) est un mémorial de la Première Guerre mondiale situé sur le territoire de la commune de Fromelles, dans le département du Nord, en France. Il est construit sur les lieux de la bataille de Fromelles.

## Situation
Le mémorial est situé à 200 mètres du V.C. Corner Australian Cemetery sur la même route en direction de Fromelles. Il est situé à l'endroit où se trouvaient les lignes allemandes lors de la bataille de Fromelles. 5533 Australiens et 1400 Britanniques meurent lors de cette bataille qui se déroule le 19 juillet 1916.

## Histoire
Le mémorial est inauguré le 5 juillet 1998 par Bruce Scott, ministre australien des Anciens Combattants et par Ian McLachlan, ministre australien de la Défense. Cette inauguration s'est déroulé dans le cadre des cérémonies pour le 80e anniversaire de la fin de la Première Guerre mondiale

## Caractéristiques
Le monument se compose d'une sculpture de Peter Corlett représentant le sergent Simon Fraser portant à travers le no man's land, un camarade blessé. Une réplique de cette statue a été érigée dans le Shrine of Remembrance (Lieu du Souvenir) de Melbourne en Australie,.

## Pour approfondir